# Тыллусте
Ты́ллусте (эст. Tõlluste) — деревня в волости Сааремаа уезда Сааремаа, Эстония.
До реформы местных самоуправлений 2017 года входила в состав волости Пихтла (упразднена).

## География и описание
Расположена в юго-восточной части острова Сааремаа. Расстояние до волостного и уездного центра — города Курессааре — 18 километров. Высота над уровнем моря — 7 метров.
Климат умеренный. Официальный язык — эстонский. Почтовый индекс — 94124.

## Население
По данным переписи населения 2021 года, в Тыллусте проживали 39 человек, все — эстонцы.
По данным Департамента статистики, по состоянию на 1 января 2020 года в деревне было 49 жителей, из них 27 мужчин и 22 женщины; детей в возрасте до 14 лет включительно — 3, лиц трудоспособного возраста (15–64 года) — 34, лиц пенсионного возраста (65 лет и старше) — 12.
По данным переписи населения 2011 года, в деревне проживали 48 человек, из них 47 (97,9 %) — эстонцы.
Численность населения деревни Тыллусте:
| Год  | 2000 | 2011 | 2017 | 2018 | 2019 | 2020 | 2021 |
| ---- | ---- | ---- | ---- | ---- | ---- | ---- | ---- |
| Чел. | 71   | ↘ 48 | ↗ 50 | ↗ 54 | ↘ 50 | ↘ 49 | ↘ 39 |

## История
В письменных источниках 1528 года имеются сведения о мызе на месте нынешней деревни, она называлась Arries (или Adries); позже она, однако, не упоминается. В 1731 году упоминается мыза Tölliste.
На военно-топографических картах Российской империи (1846–1897 годы), в состав которой входила Лифляндская губерния, обозначена мыза Теллист (мз. Теллистъ) (нем. Töllist), в XVI веке принадлежавшая семейству Тёлсенов (Tölsen), а позже дворянским семействам фон Таубе, фон Будде и фон Унгерн. К настоящему времени сохранились главное здание мызы, амбар, дом садовника; они внесены в Государственный регистр памятников культуры Эстонии.
В 1920-х годах, после земельной реформы на землях мызы возникло поселение, примерно в 1939 году получившее статус деревни. В 1977 году, в период кампании по укрупнению деревень, с Тыллусте были объединены деревни Казе и Нурме (обе в 1930-х годах отделились от поселения Тыллусте), а также деревня Пока (эст. Poka, впервые упоминается в 1738 году).
Согласно эстонской мифологии, в деревне Тыллусте жил богатырь-великан Большой Тылль.